# ポグソン (小惑星)
ポグソン (1830 Pogson) は小惑星帯に位置する小惑星である。スイスの天文学者、パウル・ヴィルトがベルン大学のツィンマーヴァルト天文台で発見した。
イギリスの天文学者ノーマン・ポグソンから命名された。

## 衛星
2007年4月18日から5月9日にかけてオンドレヨフ天文台ほか数ヶ所で行われたライトカーブの観測によると、この小惑星は直径約3km以下の衛星を持っているとみられる。衛星は長半径約25kmの軌道を、24.24時間程度の周期で回っている。